# Carmen Amoraga
Carmen Amoraga (née à Picanya, dans la province de Valence, en 1969) est licenciée en Sciences de l'information et travaille pour la radio et la télévision. Elle a publié plusieurs romans dont La vida era eso en 2014 qui a été couronné par le Prix Nadal. 
Œuvres :
- Para que nada se pierda (premier roman)
- Palabras más, palabras menos (2006), un recueil de ses articles de presse
- Algo tan parecido al amor (2007), finaliste pour le Prix Nadal
- Todo lo que no te contarán sobre la maternidad (2009).
- El rayo dormido (2012)
- La vida era eso (2014) Prix Nadal